# Lombardia (transatlantico)
Il Lombardia fu un piroscafo passeggeri, originalmente varato nel 1914 a Brema per la Hamburg-Amerika Linie (HAPAG), già avente il nome di "Resolute", poi acquistato dall'Italia nel 1935.
Colpito a Napoli durante un bombardamento aereo e semiaffondato il 4 aprile 1943. Colpito nuovamente il 4 agosto 1943. Affondato dai tedeschi nel settembre 1943. Recuperato nel 1947 e demolito.
Il piroscafo fu acquistato assieme ad altre navi, chiamate “tipo Regioni”, nell'agosto 1935 per essere adibito a trasporto truppe. Il Lombardia in particolare, assegnato alla Società "Italia" Flotte Riunite, effettuò 20 viaggi alla volta dell'Etiopia, durante la guerra coloniale del 1935-36. La prima partenza del Lombardia avvenne il 28 settembre 1935. Nel 1936 questa serie di piroscafi venne utilizzata per il trasporto a Cadice delle Truppe Volontarie per la guerra civile spagnola. Il Lombardia passò poi dalla Società Italia al Lloyd Triestino, mentre la Società "Italia" Flotte Riunite veniva ristrutturata con decreto del 7 dicembre 1936.

## Una storia avventurosa poco conosciuta
Un recente libro edito dalla Hoepli ci racconta alcuni particolari della storia di questo piroscafo, che può pure vantarsi del titolo di transatlantico, particolari che ne fanno una nave dalla storia complessa ed interessante.
Quello che sarebbe stato poi il Lombardia, veniva varato durante la prima guerra mondiale con il nome di Johann Heinrich Burchard, come transatlantico, per conto, come detto, della Hamburg-Amerika Linie (HAPAG), assieme alla gemella William O'Swald (poi Reliance). Ne veniva segretamente concordata la vendita al Royal Rotterdam Lloyd di Amsterdam. Avendo però la Germania perso la guerra, la Gran Bretagna pretendeva le due navi come preda di guerra, nonostante le proteste dell'Olanda. Dopo varie vicissitudini, nel 1922 il Johann Heinrich Burchard, che era riuscito ad arrivare in Olanda ed aveva preso il nolme di Brabantia, fu venduto alla United American Lines di New York assieme alla gemella. Qui prese il nuovo nome di Resolute e fece servizio sulla rotta New York-Amburgo. Nel 1923, per convenienze fiscali, assunse la bandiera panamense (una delle prime "bandiere ombra" della storia). Questo fatto suscitò gran scalpore e la società fu costretta, nel luglio 1927, a rivendere le navi alla Hamburg-Amerika Linie. Il Resolute fu poi venduto alla Società "Italia" Flotte Riunite, anche se qui il libro indica una data presumibilmente sbagliata (agosto 1938) che, come abbiamo visto, non è possibile, visto che la nave era stata utilizzata dall'Italia per trasporti militari già nel 1935 e 1936 (in realtà la data di vendita deve esser stata quella indicata sopra come agosto 1935). Recuperato dopo la guerra fu demolito a La Spezia nel 1947.

### In lingua italiana
- Maurizio Eliseo, William H. Miller, Maurizio Eliseo, Transatlantici tra le due guerre. L'epoca d'oro delle navi di linea, Hoepli, 2004, ISBN 9788820334017
- Database Trentoincina database della regia marina nella seconda guerra mondiale
- Italia di Navigazione (1932 - 1946) sul sito Navi e Armatori

### In lingua tedesca
- Arnold Kludas: Die Geschichte der deutschen Passagierschiffahrt Bd.III Sprunghaftes Wachstum 1900 bis 1914, Schriften des Deutschen Schiffahrtsmuseum, Band 20
- Arnold Kludas: Die Geschichte der deutschen Passagierschiffahrt Bd.IV Vernichtung und Wiedergeburt 1914 bis 1930, Schriften des Deutschen Schiffahrtsmuseum, Band 21
- Arnold Kludas: Die Geschichte der deutschen Passagierschiffahrt Bd.V Eine Ära geht zu Ende 1930 bis 1990, Schriften des Deutschen Schiffahrtsmuseum, Band 22
- Claus Rothe: Deutsche Ozean-Passagierschiffe 1896 bis 1918. Steiger Verlag, 1986, ISBN 3-921564-80-8.